# Ancylotrypa flaviceps
Espèce
Synonymes
- Cyrtauchenius flaviceps Pocock, 1898

Ancylotrypa flaviceps est une espèce d'araignées mygalomorphes de la famille des Cyrtaucheniidae.

## Distribution
Cette espèce se rencontre en Afrique de l'Est.

## Description
La femelle holotype mesure 18 mm.

## Publication originale
- Pocock, 1898 : On the scorpions, spiders and solpugas collected by Mr C. Stuart Betton in British East- Africa. Proceedings of the Zoological Society of London, vol. 1898, p. 497-524 (texte intégral).